# Frank E. Hancock
Frank Ellis Hancock (* 19. Juni 1923 in York, York County, Maine; † 26. Dezember 1988 ebenda) war ein US-amerikanischer Anwalt und Politiker, der von 1959 bis 1964 Maine Attorney General war.

## Leben
Frank E. Hancock wurde als Sohn von William P. Hancock (1898–1945) und Hazel Ellen Ellis Hancock (1899–1991) geboren. Er besuchte das Colby College in Waterville und studierte dann an der Boston University Law School. Nach dem Abschluss seines Studiums und der Zulassung zum Anwalt eröffnete Hancock im Jahr 1950 eine Kanzlei in Ogunquit, einer Town nördlich von York.
Als Mitglied der Republikanischen Partei war er von 1959 bis 1964  Maine Attorney General.
Hancock war Präsident des Board of Trustees des York Hospitals, dem er ebenso wie seine Frau sehr verbunden war. Seit seinem Tod wird regelmäßig ein Golfturnier in seinem Namen zugunsten des Krankenhauses veranstaltet.
Frank E. Hancock war mit Kathleen Matteo Hancock (1924–2015) verheiratet; sie haben einen Sohn und zwei Töchter. .
Er starb im Dezember 1988 im Alter von 65 Jahren in York. Sein Grab befindet sich auf dem First Parish Cemetery in York Village.